# Les Montreurs d'images
Le théâtre Les Montreurs d'images est une compagnie de théâtre fondée en 1977 à Genève par la chorégraphe et danseuse Monique Décosterd, le musicien Marco Jaccoud et d'autres personnes dont Nathalie Rapaille.
Les spectacles de la troupe, joués en salle, dans le chapiteau pyramidal et dodécagonal du théâtre ou dans l'espace public, sont caractérisés par une importance du mouvement et la présence de la danse, ainsi que par la volonté des fondateurs d'aller à la rencontre du public en Suisse romande et en Europe.

## Histoire
Le théâtre Les Montreurs d'images est fondé en 1977, après une scission du Théâtre de la Lune Rouge (cofondateur du Festival la Bâtie,) duquel est également issu le Théâtre du Loup.
Ayant commencé sa carrière au Ballet du Grand Théâtre sous la direction de Serge Golovine, Monique Décosterd travaille ensuite plusieurs années avec le Bread and Puppet Theatre aux États-Unis. Ces influences éclectiques donnent naissance dans les années 70 à une forme de théâtre particulièrement novatrice. 
Pendant ses premières années, la troupe se fait connaître par ses grandes parades inspirée du Bread and Puppet Theatre, avec lequel Monique Décosterd a travaillé plusieurs années de suite. Dans la Parade de l'Hiver, prémisse de la Parade du Père Fouettard, des dizaines d'adultes et d'enfants masqués avec de grandes marionnettes et des torches traversent la ville. Des spectacles en plein air avec de « grandes marionnettes, des animaux fabuleux, la danse du soleil et de la lune, la fête des mouvements » parcourent la Suisse romande, l'Italie, la France, l'Espagne et l’Écosse. 
Dès ses débuts, les membres du théâtre parcourent la Suisse et l'Europe dans une démarches itinérante, vivent dans des roulottes puis construisent leur propre chapiteau, sous la forme d'un tipi géant dodécagonal. 
En 1990, lors d'une tournée en Europe de l'Est, la troupe parade sur la place du château de Prague lors de l'élection à la présidence de Vaclav Havel,. 
En 2021, est publié à compte d'auteur un livre de 1 000 pages en quatre tomes, retraçant 40 ans de création.

## Spectacles
- 1978 : Danse des morts, mise en scène de Monique Décosterd, Festival du Bois de la Bâtie [2]
- 1979 : Parade de l'Hiver [6]
- 1988 : Jeanne Romée, mise en scène de Monique Décosterd [10]
- 1990 : Lumen, mise en scène de Monique Décosterd [12]
- 1990 : Un autre voyage, mise en scène de Monique Décosterd [12]
- 1996 : Maria Sabina, les réalités du rêve, sept veillées, sept visions, création collective [14]

- 1997 : Draupadi, mise en scène de Monique Décosterd, Festival de la Bâtie[3]

## Artistes ayant passé par le théâtre
- Le poète, éditeur et acteur Jim Schley (en)[11]
- La musicienne et cheffe de chœur Nabila Schwab[15],[16],[17],[18]
- Le musicien Dave Douglas [19],[20]
- Le metteur en scène de la Compagnie Zanco Yuval Dishon [21]
- La créatrice de mode Christa de Carouge[20]